# Andreas Möller
Pour les articles homonymes, voir Möller.
Andreas Möller, né le 2 septembre 1967 à Francfort-sur-le-Main, est un footballeur allemand. Il évoluait au poste de milieu offensif.
Ce milieu offensif fut l'un des meilleurs joueurs allemands de sa génération. Pilier de la sélection allemande dans les années 1990, il a remporté la Coupe du monde de football 1990 et le Championnat d'Europe de football 1996. Meneur de jeu réputé pour ses qualités de buteur (129 buts en 485 matchs de Bundesliga) et sa rapidité (il était surnommé Turbo), Andreas Möller a joué à la Juventus puis au Borussia Dortmund en compagnie de Jürgen Kohler avec qui il a remporté la Coupe du monde de football 1990 et le Championnat d'Europe de football 1996. Avec son ancien partenaire de la Juve, il a remporté aussi la Ligue des champions en 1997 avec le Borussia et contre leur ancien club c'est-à-dire la Juventus FC.

## Biographie
Formé à l'Eintracht Francfort, Andreas Möller dit "Andy", fait ses débuts en Bundesliga lors de la saison 1985/1986, à l'âge de 18 ans. Il ne joue qu'un seul match et c'est surtout lors de la saison suivante qu'il s'impose comme titulaire au sein de l'équipe. Très vite, il se distingue par sa très grande rapidité et ses qualités de dribble et fin 1987, il rejoint les rangs du Borussia Dortmund avec qui il remporte son premier titre en 1989: la Coupe d'Allemagne. Sous les couleurs du Borussia, il s'affirme comme l'un des meilleurs joueurs du championnat et comme un redoutable buteur (il marque 11 buts lors de la saison 1988/1989 et 10 buts lors de la saison qui suit). Ces qualités lui valent une première sélection en équipe d'Allemagne en 1988. Il devient rapidement l'un des grands artisans de la qualification de la sélection allemande pour la Coupe du monde 1990.
Retenu pour cette dernière compétition, il n'est pas titulaire lors du tournoi et doit se contenter de deux apparitions en fin de match lors de la dernière rencontre de poule puis en quarts-de-finale contre la Tchécoslovaquie. S'il ne participe pas à la finale, Möller remporte tout de même la Coupe du monde de football. Il retourne à l'Eintracht Francfort en 1990 avant de tenter sa chance en Italie comme beaucoup d'internationaux allemands (Jürgen Klinsmann, Rudi Völler, Lothar Matthäus...). Il rejoint en 1992, la Juventus où il retrouve son coéquipier de sélection, Jürgen Kohler. S'il ne parvient à se hisser qu'à la deuxième place du championnat en 1994, il remporte tout de même la Coupe UEFA en 1993.
Au sortir d'une Coupe du monde 1994 qui a vu l'Allemagne s'incliner en quarts-de-finale contre la Bulgarie, Andreas retourne au Borussia Dortmund où il retrouve deux autres joueurs allemands passés eux aussi par la Juventus: Stefan Reuter et Jürgen Kohler. Constitué de nombreux internationaux allemands dont le futur ballon d'or Matthias Sammer, entraîné par Ottmar Hitzfeld, le club de la Ruhr est l'épouvantail de la Bundesliga. Il remporte deux fois d'affilée le titre de champion d'Allemagne en 1995 et 1996. C'est sous les couleurs de cette équipe que Möller déclenche la controverse le 13 avril 1995 contre le Karlsruher SC en plongeant délibérément dans la surface de réparation et en obtenant un pénalty. Ce fait de jeu fera couler beaucoup d'encre outre-Rhin et provoquera l'indignation des médias. Surnommé Schwalben Möller ("Möller le plongeur"), le joueur sera suspendu deux matchs et condamné à une amende de 10 000 DM par la Fédération Allemande de football, ce qui fut une première à l'époque.
En 1997, le Borussia Dortmund s'impose comme l'un des meilleurs clubs européens du moment en remportant la Ligue des champions contre la Juventus (3-1), club pour lequel Möller, Reuter et Kohler avaient auparavant joué.
En 1996, avec une équipe d'Allemagne composée de nombreux joueurs de Dortmund (Sammer, Kohler, Reuter, Freund) Andreas Möller remporte l'Euro 1996. Cependant, comme lors de la Coupe du monde 1990, il ne dispute pas la finale. Bien que titulaire lors du tournoi, il est suspendu en raison d'un carton jaune récolté en demi-finale contre l'Angleterre. Lors de ce match pour lequel il était nommé capitaine, il s'était illustré en marquant le puissant tir au but (chronométré à 130 km/h, record de la session) qui donna la victoire à son équipe. Il s'était aussi illustré par sa manière (jugée arrogante) de célébrer son but, en se pavanant le torse bombé, répondant ainsi à l'attitude de Paul Gascoigne après son tir au but.
Möller n'aura plus l'occasion de disputer une finale avec sa sélection. Lors de la Coupe du monde 1998, l'Allemagne est une fois de plus éliminée en quarts-de-finale, ce qui pousse à la retraite de nombreux vainqueurs de l'édition 1990. En 2000, à 33 ans, moins essentiel au Borussia Dortmund, il rejoint le club rival Schalke 04 avec qui il remportera deux coupes d'Allemagne en 2001 et 2002. En 2003, il rejoue pour la troisième fois de sa carrière pour l'Eintracht Francfort avant de raccrocher ses crampons.

## Carrière de joueur

### En club
| Saison     | Club                | Pays      |
| ---------- | ------------------- | --------- |
| 1985- 1987 | Eintracht Francfort | Allemagne |
| 1988- 1990 | Borussia Dortmund   | Allemagne |
| 1990- 1992 | Eintracht Francfort | Allemagne |
| 1992- 1994 | Juventus            | Italie    |
| 1994- 2000 | Borussia Dortmund   | Allemagne |
| 2000- 2003 | Schalke 04          | Allemagne |
| 2003- 2004 | Eintracht Francfort | Allemagne |

### En équipe nationale
Entre 1988 et 1999, Möller obtient 85 sélections dans l'équipe d'Allemagne (56 victoires, 29 buts)
Il a participé à la phase finale de la Coupe du monde de 1990 (victoire), la Coupe du monde de 1994, la Coupe du monde de 1998, du Championnat d'Europe de football 1992 et du Championnat d'Europe de football 1996. Au total il a disputé 9 matches de Coupe du monde et marqué 1 but.

## Palmarès
Andreas Möller est, avec Jürgen Kohler, Fernando Torres, Juan Mata et Pedro, dans le cercle fermé des joueurs ayant gagnés les quatre titres internationaux considérés comme  majeurs ; la Coupe du monde (1990), l'Euro (1996), la Ligue des champions (1997) et la Coupe de l'UEFA (1993).

### En club
- Vainqueur de la Coupe Intercontinentale en 1997 avec le Borussia Dortmund
- Vainqueur de la Ligue des Champions en 1997 avec le Borussia Dortmund
- Vainqueur de la Coupe de l'UEFA en 1993 avec la Juventus Turin
- Champion d'Allemagne en 1995 et en 1996 avec le Borussia Dortmund
- Vainqueur de la Coupe d'Allemagne en 1989 avec le Borussia Dortmund, en 2001 et en 2002 avec Schalke 04

### En équipe d'Allemagne
- Vainqueur de la Coupe du Monde en 1990

- Champion d'Europe des Nations en 1996

## Revenus
En 1994, selon l'hebdomadaire Sport-Bild, il est avec Bernd Schuster le footballeur le mieux payé d'Allemagne avec un salaire annuel de 3 millions de Deutsche Mark (10,3 MF environ).

## Citations
"Avec Andreas Möller et Thomas Hässler, je possède les deux meilleurs meneurs du monde" (Berti Vogts, entraîneur de l'équipe nationale allemande après l'Euro 1996)